# Källs-Nöbbelövs socken
Källs-Nöbbelövs socken i Skåne ingick i Onsjö härad, ingår sedan 1971 i Svalövs kommun och motsvarar från 2016 Källs Nöbbelövs distrikt.
Socknens areal är 7,68 kvadratkilometer varav 7,62 land. År 2000 fanns här 138 invånare. Kyrkbyn Källs-Nöbbelöv med sockenkyrkan Källs-Nöbbelövs kyrka ligger i socknen.

## Administrativ historik
Socknen har medeltida ursprung. 
Vid kommunreformen 1862 övergick socknens ansvar för de kyrkliga frågorna till Källs-Nöbbelövs församling och för de borgerliga frågorna bildades Källs-Nöbbelövs landskommun. Landskommunen uppgick 1952 i Teckomatorps landskommun som upplöstes 1969 då denna del uppgick i Svalövs landskommun som 1971 ombildades till Svalövs kommun. Församlingen uppgick 2006 i Teckomatorps församling.
1 januari 2016 inrättades distriktet Källs-Nöbbelöv, med samma omfattning som församlingen hade 1999/2000.  
Socknen har tillhört län, fögderier, tingslag och domsagor enligt vad som beskrivs i artikeln Onsjö härad.

## Geografi
Källs-Nöbbelövs socken ligger öster om Landskrona kring Braån. Socknen är en odlad slättbygd.

## Fornlämningar
Åtta boplatser från stenåldern är funna.

## Namnet
Namnet skrevs i mitten av 1300-talet Källersnybölä och kommer från kyrkbyn. Efterleden är nybyli, 'mybygge'. Förleden innehåller mansnamnet Käldor..
Namnet skrevs före 1903 även Nöbbelövs socken och därefter till 1923 (1945?) Kells-Nöbbelövs socken.